# Gary E. Stevenson
Gary Evan Stevenson (nacido el 6 de agosto de 1955) es un líder religioso estadounidense y ex empresario que es miembro del Quórum de los Doce Apóstoles de La Iglesia de Jesucristo de los Santos de los Últimos Días (Iglesia SUD). Sirvió anteriormente como Obispo Presidente de la iglesia y fue el decimocuarto hombre en servir en ese puesto. Ha sido una autoridad general de la iglesia desde 2008. Stevenson fue designado para el Quórum de los Doce Apóstoles en octubre de 2015. 
Stevenson nació en Ogden, Utah, y se crio principalmente en el área del estado de Cache Valley. Stevenson era un misionero de la Iglesia SUD en la Misión Fukuoka de Japón a mediados de la década de 1970. Después de esto, asistió a la Escuela de Negocios Jon M. Huntsman en la Universidad Estatal de Utah (USU). 
Antes de su llamamiento como autoridad general, Stevenson trabajó como director de operaciones de ICON Health &amp; Fitness. También ha sido miembro del Consejo Asesor Nacional de la Escuela de Administración de Marriott y de la Junta de la Fundación de la Universidad Estatal de Utah.

## Servicio de la Iglesia SUD
En la Iglesia SUD, Stevenson ha servido como obispo y consejero en una presidencia de estaca . Se desempeñó como presidente de la Misión Nagoya de Japón de 2004 a 2007. 
Stevenson se convirtió en miembro del Primer Quórum de los Setenta de la Iglesia SUD en la conferencia general de abril de 2008. Durante su tiempo en los Setenta, Stevenson se desempeñó como consejero y como presidente del Área Asia Norte de la iglesia, con sede en Tokio, Japón. El 31 de marzo de 2012, fue liberado del Primer Quórum de los Setenta y sostenido como Obispo Presidente de la iglesia. Stevenson fue liberado como obispo presidente seis días después de ser sostenido al Quórum de los Doce y fue sucedido por Gérald Caussé.
En octubre de 2015, fue sostenido como apóstol y miembro del Quórum de los Doce. Como apóstol, la iglesia lo acepta como profeta, vidente y revelador. Fue sostenido al Quórum de los Doce junto con Ronald A. Rasband y Dale G. Renlund, llenando las vacantes creadas por las muertes de L. Tom Perry, Boyd K.Packer y Richard G. Scott en 2015. Esta fue la primera vez desde 1906 que tres nuevos apóstoles fueron sostenidos. Son los miembros 98, 99 y 100 del Quórum de los Doce Apóstoles en la historia de la iglesia. Stevenson está actualmente asignado al área del sudeste de África de la iglesia, que comprende los países de Uganda, Ruanda, Kenia, Zimbabue, Sudáfrica, Madagascar y Seychelles.

## Vida personal
Stevenson se casó con Lesa Jean Higley en el Templo de Idaho Falls Idaho y tiene cuatro hijos. Conoció a su esposa mientras asistía a la USU. 